# Jaana Savolainen
Jaana Maarit Savolainen (ur. 23 stycznia 1964 r. w Lappeenranta) – fińska biegaczka narciarska, brązowa medalistka olimpijska oraz złota medalistka mistrzostw świata.

## Kariera
Igrzyska olimpijskie w Calgary w 1988 r. były jej olimpijskim debiutem. Finki w składzie: Pirkko Määttä, Marja-Liisa Kirvesniemi, Marjo Matikainen i Jaana Savolainen wywalczyły tam brązowy medal w sztafecie 4 × 5 km. Savolainen zajęła tam także 28. miejsce w biegu na 20 km techniką dowolną. Startowała także na igrzyskach olimpijskich w Albertville. W swoim najlepszym starcie indywidualnym, w biegu pościgowym zajęła 18. miejsce. Ponadto wraz z koleżankami z reprezentacji zajęła 4. miejsce w sztafecie. Na późniejszych igrzyskach już nie startowała.
Wystąpiła także na mistrzostwach świata w Lahti w 1991 r. Sztafeta fińska w tym samym składzie co na igrzyskach Calgary zdobyła na tych mistrzostwach brązowy medal. Najlepsze wyniki w Pucharze Świata osiągnęła w sezonie 1985/1986, kiedy to zajęła 8. miejsce.
Podczas mistrzostw świata juniorów w Schonach w 1981 roku zajęła czwarte w sztafecie, a w biegu na 5 km była ósma. Na rozgrywanych rok później mistrzostwach świata juniorów w Murau zdobyła srebrny medal w sztafecie. W tej samej konkurencji zwyciężyła na mistrzostwach świata juniorów w Kuopio. Startowała także podczas mistrzostw świata juniorów w Trondheim, gdzie była piąta w sztafecie i jedenasta w biegu na 10 km.

## Osiągnięcia

### Igrzyska olimpijskie
| Miejsce | Dzień     | Rok  | Miejscowość | Konkurencja            | Czas biegu | Strata   | Zwyciężczyni      |
| ------- | --------- | ---- | ----------- | ---------------------- | ---------- | -------- | ----------------- |
| 3.      | 21 lutego | 1988 | Calgary     | Sztafeta 4 × 5 km      | 59:51,1    | +2:02,7  | ZSRR              |
| 28.     | 25 lutego | 1988 | Calgary     | 20 km stylem dowolnym  | 55:33,6    | +5:33,2  | Tamara Tichonowa  |
| 26.     | 13 lutego | 1992 | Albertville | 5 km stylem klasycznym | 14:13,8    | +1:06,1  | Marjut Lukkarinen |
| 18.     | 15 lutego | 1992 | Albertville | 5+10 km pościgowy      | 40:07,7    | +2:48,4  | Lubow Jegorowa    |
| 4.      | 17 lutego | 1992 | Albertville | Sztafeta 4 × 5 km      | 59:34,8    | +1:18,1  | WNP               |
| 28.     | 21 lutego | 1992 | Albertville | 30 km stylem dowolnym  | 1:22:30,1  | +10:19,3 | Stefania Belmondo |

### Mistrzostwa świata
| Miejsce | Dzień     | Rok  | Miejscowość | Konkurencja           | Czas biegu  | Strata  | Zwyciężczyni |
| ------- | --------- | ---- | ----------- | --------------------- | ----------- | ------- | ------------ |
| 16.     | 19 lutego | 1989 | Lahti       | 10 km stylem dowolnym | 27:04,5     | +1:54,6 | Jelena Välbe |
| 1.      | 23 lutego | 1989 | Lahti       | Sztafeta 4 × 5 km     | 54:49.8 min | -       | -            |

### Mistrzostwa świata juniorów
| Miejsce | Dzień    | Rok  | Miejscowość | Konkurencja             | Wynik    | Strata   | Zwyciężczyni        |
| ------- | -------- | ---- | ----------- | ----------------------- | -------- | -------- | ------------------- |
| 8.      | luty     | 1981 | Schonach    | 5 km stylem klasycznym  | 17:27,88 | +27,33   | Anne Jahren         |
| 4.      | luty     | 1981 | Schonach    | Sztafeta 3 × 5 km       | 52:12,54 | +2:19,53 | Norwegia            |
| 22.     | ? marca  | 1982 | Murau       | 5 km stylem klasycznym  | 14:07,4  | +1:04,7  | Hanne Krogstad      |
| 2.      | ? marca  | 1982 | Murau       | Sztafeta 3 × 5 km       | 46:25,3  | +8,9     | Norwegia            |
| 5.      | 11 marca | 1983 | Kuopio      | 5 km stylem klasycznym  | 14:29,5  | +13,9    | Swietłana Sacharowa |
| 1.      | ? marca  | 1983 | Kuopio      | Sztafeta 3 × 5 km       | 44:49,0  | -        | -                   |
| 11.     | 3 lutego | 1984 | Trondheim   | 10 km stylem klasycznym | 32:48,5  | +1:12,9  | Swietłana Sacharowa |
| 5.      | 5 lutego | 1984 | Trondheim   | Sztafeta 3 × 5 km       | 52:27,8  | +1:53,6  | Norwegia            |

### Puchar Świata

#### Miejsca w klasyfikacji generalnej
- sezon 1983/1984: 28.
- sezon 1985/1986: 8.
- sezon 1986/1987: 56.
- sezon 1987/1988: 28.
- sezon 1988/1989: 28.
- sezon 1989/1990: 9.
- sezon 1991/1992: 13.
- sezon 1992/1993: 59.

#### Miejsca na podium
| Nr | Dzień      | Rok  | Miejscowość    | Konkurencja            | Czas biegu | Strata | Miejsce | Zwycięzca        |
| -- | ---------- | ---- | -------------- | ---------------------- | ---------- | ------ | ------- | ---------------- |
| 1. | 7 grudnia  | 1985 | Labrador City  | 5 km stylem dowolnym   | ?          | ?      | 3       | Marjo Matikainen |
| 2. | 15 marca   | 1986 | Oslo           | 10 km stylem dowolnym  | ?          | –      | 1       | –                |
| 3. | 13 grudnia | 1987 | Clusaz         | 5 km stylem dowolnym   | ?          | ?      | 2       | Marianne Dahlmo  |
| 4. | 9 grudnia  | 1989 | Salt Lake City | 5 km stylem klasycznym | ?          | –      | 1       | –                |